# Pallasiola absinthii
Pallasiola absinthii is een keversoort uit de familie bladkevers (Chrysomelidae). De wetenschappelijke naam van de soort werd in 1773 gepubliceerd door Pallas.